# Santuario de la Malladeta
El santuario de la Malladeta (Villajoyosa) se creó hacia mediados del siglo IV a. C. en el promontorio costero de este nombre, dos kilómetros al sur de la ciudad íbera de Villajoyosa (mencionada en textos griegos antiguos como Alonís). Por las terracotas y quemaperfumes de cerámica de la Diosa Madre (la Tanit de los cartagineses), es probable que estuviera dedicado a ella. Hacia el año 100 a. C. hubo una gran reforma que arrasó los restos anteriores y alzó series de habitaciones en terrazas. Las excavaciones del proyecto franco-español Villajoyosa Ibérica: Territorio, Santuario y Fronteras (Maison René Ginouvès-Ayuntamiento de Villajoyosa-Universidad de Alicante) han encontrado 9 habitaciones de esta época en la ladera este y otras 5 en la oeste, aunque todavía queda gran parte del yacimiento por excavar.

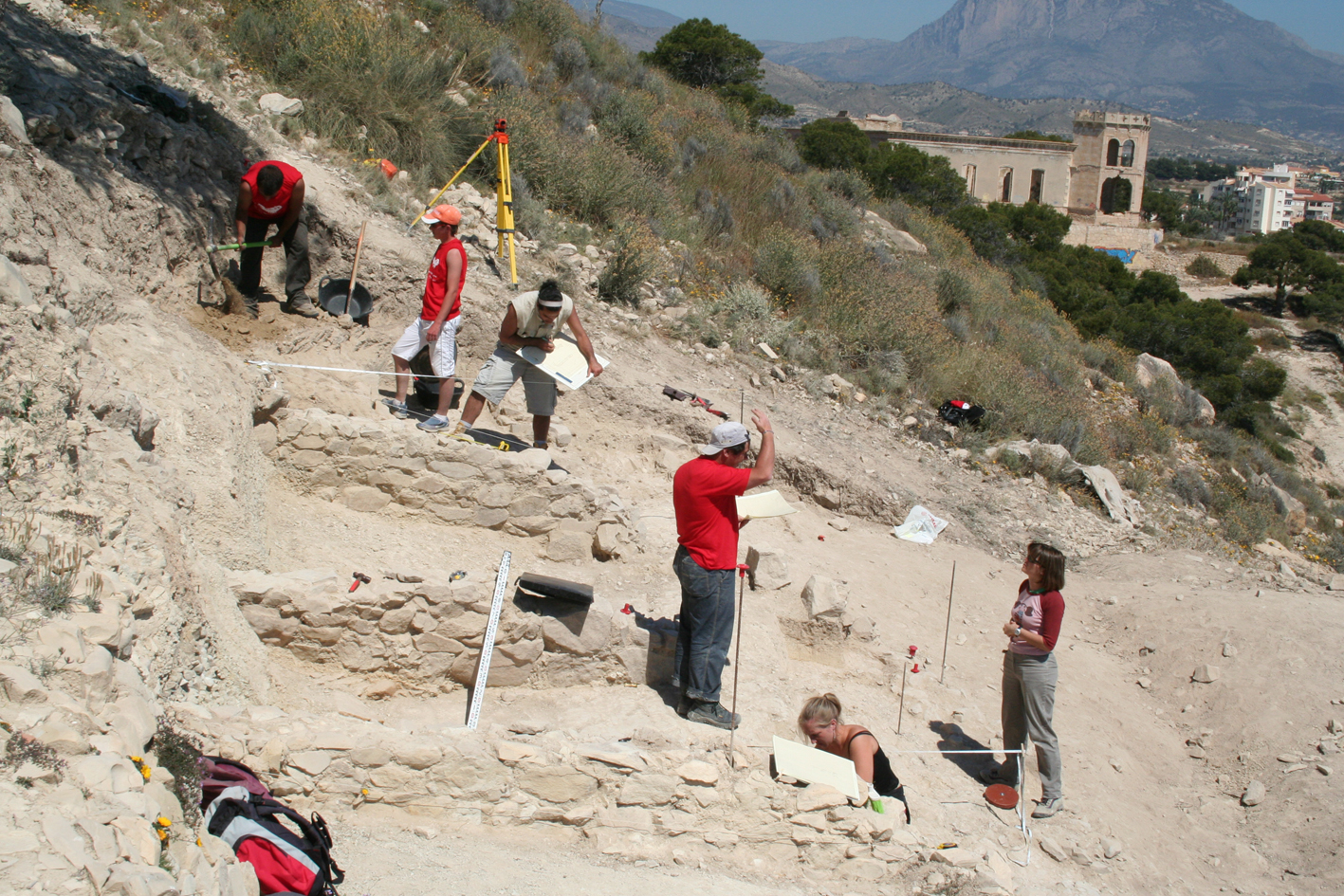
Excavaciones hispano-francesas en el santuario de la Malladeta (2005-2009)

Al comienzo del Imperio romano (hacia 25 a. C.) se abandonaron estas habitaciones, pero en la cima de la colina continuó habiendo algún tipo de templo o edícula donde ahora se encuentra la torre de finales del siglo XIX, construida por José María Esquerdo como estudio privado. El santuario se abandonó completamente hacia 80 d. C., y probablemente el culto se trasladó al nuevo foro de la ciudad de Allon, que acababa de ser declarada municipium por el emperador Vespasiano.
Como en otros santuarios íberos, cada equinoccio (hacia el 21-22 de marzo y de septiembre) se podía observar desde la cima del santuario (donde hoy está la torre) la salida del sol por un lugar especial: en este caso, la ladera derecha de la isla de Benidorm. Este fenómeno servía para calcular el comienzo del año agrícola, algo vital para los ciclos de los cultivos. En estas fechas se realizan observaciones arqueoastronómicas en el lugar en colaboración con el Instituto de Astrofísica de Canarias.